# شبه جزيرة مانغكاليهات

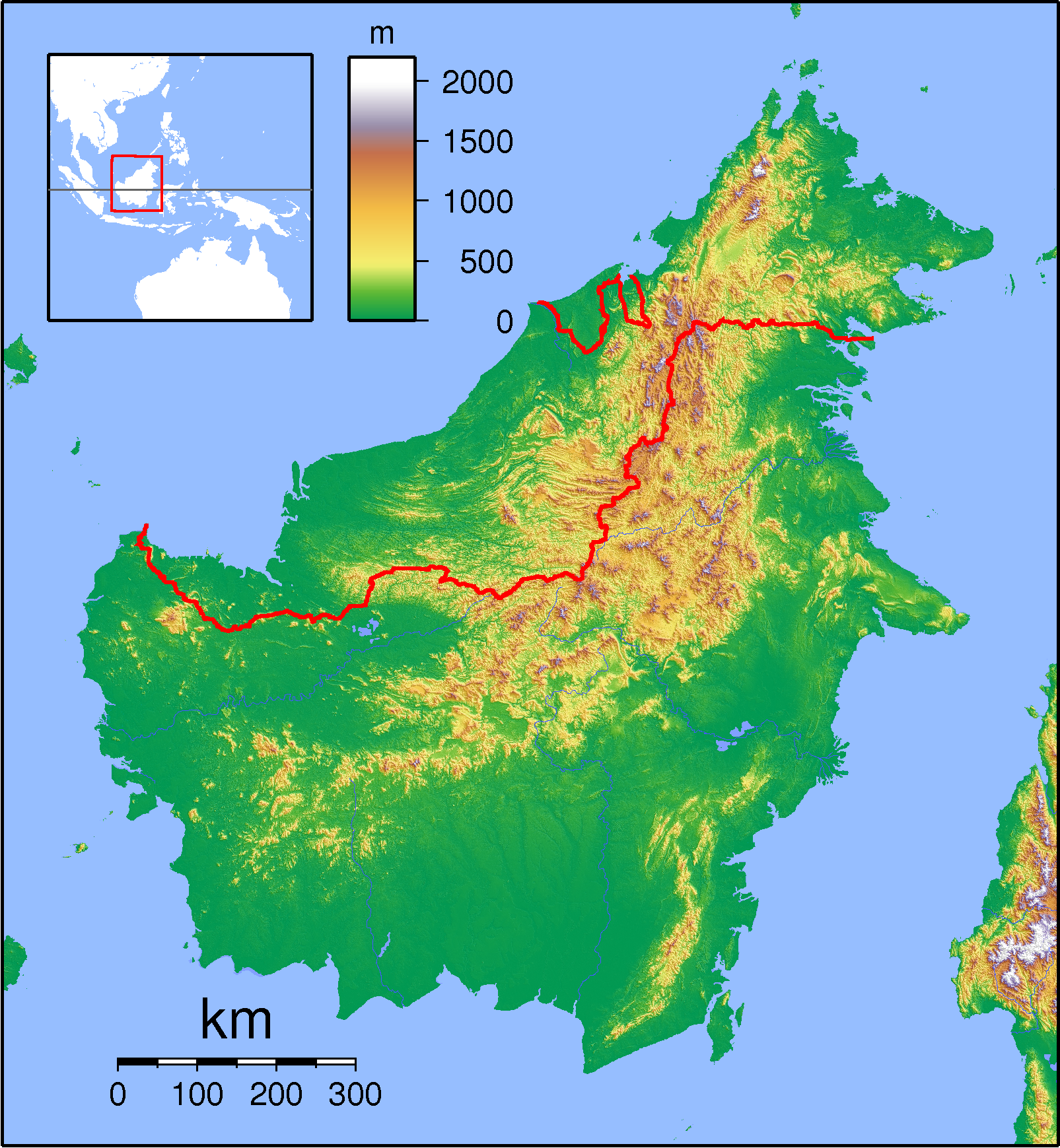

شبه جزيرة مانغكاليهات (بالإنجليزية: Mangkalihat Peninsula) تُعرف أيضًا باسم شبه جزيرة سانغكوليرانغ مانغكاليهات وهي شبه جزيرة تقع في شرق بورنيو. وهي تقع في مقاطعة كالمنتان الشرقية الإندونيسية، في مقاطعتي بيراو وشرق كوتاي.
تتميز شبه الجزيرة، كجزء من سانغكوليرانغ مانغكاليهات كارست، بفنها الصخري الذي يعود تاريخه إلى ما بين 35.000 و40.000 سنة مضت.

## الجغرافية
تفصل شبه جزيرة مانغكاليهات بحر سيليبس في الشمال عن مضيق ماكاسار في الجنوب. تقع شمال حوض كوتاي، ويفصلها نهر كارانجان. تقع بلدة سانغكوليرانغ في قاعدة شبه الجزيرة، ويشكل مضيق ماكاسار الشمالي الشرقي خليج سانغكوليرانغ في الجنوب.